# Карл Даублебскі фон Айхайн
Карл Даублебскі фон Айхайн (нім. Karl Daublebsky von Eichhain; 9 липня 1909, Пула — 8 жовтня 2001, Естернберг) — німецький офіцер-підводник, корветтен-капітан крігсмаріне.

## Біографія
1 квітня 1929 року вступив на флот. З 1 жовтня 1937 по 5 листопада 1939 року — командир підводного човна U-13, на якому здійснив 3 походи (разом 45 днів у морі).
Всього за час бойових дій потопив 3 кораблі загальною водотоннажністю 15 967 тонн і пошкодив 1 корабель водотоннажністю 10 902 тонни.
| Дата            | Назва корабля                     | Тип                   | Тоннаж | Вантаж                                             | Екіпаж | Загинули | Країна             | Конвой |
| --------------- | --------------------------------- | --------------------- | ------ | -------------------------------------------------- | ------ | -------- | ------------------ | ------ |
| 10 вересня 1939 | Magdapur (підірвався на міні)     | Торговий пароплав     | 8,641  | Баласт                                             | 81     | 6        | Британська імперія |        |
| 16 вересня 1939 | City of Paris (пошкоджений міною) | Пасажирський пароплав | 10,902 |                                                    | 139    | 1        | Британська імперія |        |
| 24 вересня 1939 | Phryné (підірвався на міні)       | Торговий пароплав     | 2,660  | Вугілля                                            | ?      | 0        | Франція            |        |
| 30 жовтня 1939  | Cairnmona                         | Торговий пароплав     | 4,666  | Генеральні вантажі, включаючи вовну, мідь та зерно | 45     | 3        | Британська імперія | HX-5   |

## Звання
- Кандидат в офіцери (1 квітня 1929)
- Морський кадет (10 жовтня 1929)
- Фенріх-цур-зее (1 січня 1931)
- Оберфенріх-цур-зее (1 квітня 1933)
- Лейтенант-цур-зее (1 жовтня 1933)
- Оберлейтенант-цур-зее (1 червня 1935)
- Капітан-лейтенант (1 жовтня 1938)
- Корветтен-капітан (1 квітня 1943)

## Нагороди
- Медаль «За вислугу років у Вермахті» 4-го класу (4 роки)
- Залізний хрест
  - 2-го класу (вересень 1939)
  - 1-го класу (1939)
- Нагрудний знак підводника (4 листопада 1939)